# Jesús Esteban Sádaba
Jesús Esteban Sádaba Pérez OFM Cap. (Pamplona, 27 de octubre de 1941), es un eclesiástico y misionero católico español, afincado en Ecuador. Es el administrador apostólico de Napo, desde 2023. Fue vicario apostólico de Aguarico, entre 1990 y 2017.

## Biografía
Jesús Esteban nació el 27 de octubre de 1941, en la ciudad española de Pamplona. Pertenece a una familia católica de seis hermanos, de los cuales algunos, son misioneros.
En agosto de 1952, a los diez años, ingresó en el Seminario Seráfico de Alsasua. Cursó los estudios de Filosofía en Torrero, Zaragoza. Tuvo como profesores a Tarsicio de Azcona y Felipe de Fuenterrabía.
Tras realizar estudios en la Universidad de Zaragoza, obtuvo la licenciatura en Matemáticas.

### Vida religiosa
Ingresó al noviciado de la Orden de los Hermanos Menores Capuchinos. Realizó la profesión solemne el 15 de agosto de 1964.
Su ordenación sacerdotal fue el 3 de marzo de 165, en la Iglesia de los Salesianos de Pamplona.
Fue profesor y formador en el Seminario Seráfico de Alsasua, así como de los jóvenes capuchinos en Vitoria. También, ejerció como consejero provincial de los Capuchinos de Navarra-Cantabria-Aragón hasta 1990.

### Episcopado
El 22 de enero de 1990, el papa Juan Pablo II lo nombró obispo titular de Assuras y lo nombró vicario apostólico de Aguarico. Fue consagrado el 3 de abril del mismo año, en Pamplona, a manos del arzobispo Mario Tagliaferri. Tomó posesión canónica de la sede, el  24 de mayo siguiente.
Fue miembro de la Comisión Episcopal de Culturas de la Conferencia Episcopal Ecuatoriana. También sirvió como mediador comunitario en Orellana y como asesor en varios ministerios de Ecuador.
En 2016, presentó su renuncia como lo establece el Código de Derecho Canónico. El 2 de agosto de 2017, el papa Francisco aceptó su renuncia, como vicario apostólico de Aguarico, nombrado a su sucesor al mismo tiempo.
El 31 de mayo de 2023, fue nombrando administrador apostólico sede vacante de Napo.